# پسر (فیلم ۲۰۰۲)
پسر (به فرانسوی: Le Fils) فیلمی معمایی ساختهٔ ژان پیر و لوک داردن، محصول سال ۲۰۰۲ و محصول مشترک کشورهای بلژیک و فرانسه است.